# ۹۰۲۱۰ (مجموعه تلویزیونی)
۹۰۲۱۰ نام یک مجموعه تلویزیونی کمدی درام است که ساختهٔ جف جدا، گیب شاچز و راب توماس است. این مجموعه تلویزیونی محصول سال ۲۰۰۸ در آمریکاست.

## موضوع
موضوع این سریال کمدی درام، جا به جایی یک خانواده آمریکایی از کانزاس به بورلی هیلز در کالیفورنیا است. محور اصلی داستان
بسیار زیبا، جالب و پر حادثهٔ سریال که خالی از طنز نیست، اتفاقاتی را در بر می‌گیرد که برای فرزندان این خانواده در دبیرستان جدید آن‌ها رخ می‌دهد.
فرزندان خانواده در دبیرستان "وست بورلی"، درس می‌خوانند و در آنجا با حوادثی روبرو می‌شوند که روابط میان آنان و همکلاسی هایشان را تحت تأثیر قرار می‌دهد.
فیلمنامه این مجموعه تلویزیونی بر اساس فیلمنامهٔ مجموعه تلویزیونی محبوب "بورلی هیلز، ۹۰۲۱۰ نوشته شده‌است. مجموعه اصلی ۹۰۲۱۰ دربارهٔ برخورد والدینی بسیار سختگیر با فرزندانشان بود که تقریباً همه بازیگران آن سفید پوست بودند، اما مجموعه جدید والدین خونسرد و بازیگرانی از نژادهای مختلف را نشان می‌دهد.
مجموعه اصلی "بورلی هیلز، ۹۰۲۱۰ شامل ۹ بخش بود، پس از نمایش آن در سال ۱۹۹۰ زمانی که مقامات کمپانی "فاکس" تصمیم گرفتند تا سریال کمدی کوتاه مدت "پارکر لوییس نمی‌تواند لاغر شود" را در سر تا سر درام بورلی هیلز ارتقاء دهند، با شروع ناموفقی روبرو شدند.

## داستان
داستان ۹۰۲۱۰، دربارهٔ خانوادهٔ ویلسون و فرزندان آن‌ها که دانش‌آموزان پولداری هستند و در دبیرستان خیالی «بورلی هیلز غربی» درس می‌خوانند است. فرزندان خانواده، «آنی ویلسون» و «دیکسون ویلسون» هستند. پدرشان، «هری ویلسون» همراه با خانواده‌اش از کانزاس به خانهٔ دوران کودکی‌اش بازگشته تا از مادرش «تابیتا ویلسون» که در گذشته یک ستاره تلویزیونی بوده، مراقبت کند.
«آنی» و «دیکسون» تلاش می‌کنند تا با زندگی جدید خود سازگار شوند. در این راه دوستان جدید پیدا می‌کنند و تلاش کلی آن‌ها برای دستیابی به اهداف و آرزوهای خود و خانواده‌شان است.

## فصول سریال
- فصل اول:۲۰۰۸ تا ۲۰۰۹

دبی و هری ویلسون به همراه دختر خود، اَنی و پسرخواندهٔ خود، دیکسون، از کانزاس به بورلی هیلز، جایی که هری ویلسون در آن بزرگ شده نقل مکان می‌کنند و در منزل مادر هری ویلسون (تاباتا) ساکن می‌شوند. هری مدیریت دبیرستان وست بورلی هیلز را بر عهده می‌گیرد. اّنی و دیکسون نیز که سال اولی هستند به همان مدرسه می‌روند. به مرور زمان مشکلاتی برای خانواده پیش می‌آید.
تریسی، مادر نائومی کلارک که از دوستان دوران دبیرستان هری است، به او می‌گوید که در دوران دبیرستان از او باردار شده‌است و بچه اش را هم به خانواده‌ای برای فرزند خواندگی داده و اکنون در پی یافتن اوست. تریسی که متوجه خیانت همسرش، چارلز به او است، به بهانهٔ فرزند و گذشتهٔ مشترکش با هری، در پی برقراری رابطهٔ مجدد با اوست و حتی او را می‌بوسد.
ارین سیلور، دوست سابق نائومی و کنونی اَنی به مرور زمان با دیکسون دوست می‌شود. پس از گذشت مدتی تفاوت‌های سیلور با دیکسون روابط آن‌ها را تاریک می‌کند همین تفاوت‌ها نهایتاً منجر می‌شود که دیکسون با سیلور بهم بزند، مدتی بعد سیلور در یک مهمانی با دیکسون دعوا می‌کند اما در پایان این مشاجره سیلور به دیکسون می‌گوید که دوستش دارد. دیکسون که تا آن لحظه این جمله را از سیلور نشنیده بود دوباره روابطش را با او از سر می‌گیرد. بعد از آن سیلور به کلی دگرگون می‌شود و از یک حالت تفریطی به یک حالت افراطی تغییر می‌کند. او همه جا از دیکسون تقاضای سکس می‌کند و سر موضوعات کوچک بسیار خوشحال یا بسیار ناراحت می‌شود. او یک فیلم با عنوان عشق می‌سازد و در یک سالن به نمایش عمومی درمی‌آورد که در آن صحنه‌هایی از سکس او با دیکسون وجود دارد. همین امر باعث می‌شود که دیکسون او را ترک کند. سیلور به کلی بهم می‌ریزد و عامل این مشکلات را یکی از معلمان خود به نام رایان متیوس می‌داند. او شیشه پنجرهٔ خانهٔ رایان را می‌شکند و وقتی رایان به خانه می‌رسد به سمت او یک بطری مشروب پرتاب می‌کند و پس از صحبت با او فرار می‌کند. در نهایت دیکسون متوجه می‌شود که سیلور مانند مادرش دچار اختلال دوگانگی است. او به سیلور کمک می‌کند تا بر این بیماری غلبه کند.
دوستی انی با ایتان وارد(دوست پسر سابق نائومی)، دوستی اَنی و نائومی را تحت شعاع قرار می‌دهد و آن دو را رو در روی هم قرار می‌دهد. پس از مدتی ایتان با انی بهم می‌زند و روابط انی و نائومی به حالت عادی بر می‌گردد.
آدریانا تِیت دانکِن، دوست نزدیک نائومی و سیلور که به بازیگری علاقه دارد، بخاطر فشارهای مادرش درگیر اعتیاد است و مشکلات اعتیادش دامن گیر دوستانش می‌شود. نهایتاً نوید شیرازی، همکلاسی آن‌ها که یک ایرانی‌الاصل است، به خاطر عشق قلبی که به آدریانا دارد به او کمک می‌کند تا بیماریش را درمان کند. نوید و آدریانا از دو گروه مختلف‌اند. آدریانا درس را جدی نمی‌گیرد و شخص مشهوری در دبیرستان است در حالیکه نوید شخصی سر به زیر است که بیشتر تمرکزش را روی درس گذاشته است. پس از کمک نوید به آدریانا، او فکر می‌کند که باید به نوعی دینش را به نوید ادا کند، اما بعداً متوجه می‌شود که نوید به او علاقه‌مند است. نوید و آدریانا به تدریج با هم دوست می‌شوند اما مدتی بعد آدریانا متوجه می‌شود که از یکی از همکلاسی‌هایش به نام تای باردار شده‌است. پنهان کردن این موضوع از نوید، او را آزرده خاطر می‌کند و او با آدریانا بهم می‌زند اما بار دیگر هم نوید به او کمک می‌کند تا این مشکل را پشت سر بگذارد و این دو بازهم به هم بر می‌گردند.
ایتان درست زمانی که روابط دیکسون با سیلور دچار مشکلاتی شده‌است به سیلور علاقه‌مند می‌شود و دیکسون این موضوع را می‌فهمد. ایتان که از پنهان کردن احساس خود نسبت به سیلور خسته شده‌است، واقعیت را در مهمانی آخر سال به سیلور می‌گوید و او را می‌بوسد. سیلور دچار یک دوگانگی در انتخاب ادامهٔ رابطهٔ خود با دیکسون یا دوستی با ایتان می‌شود. ایتان در نهایت بورلی هیلز را ترک می‌کند و این انتخاب سیلور را آسان می‌کند.
نائومی که بعد از بهم زدن با ایتان در یک رابطهٔ پایدار نبوده به دنبال پسری شایسته برای دوستی است که به‌طور اتفاقی با لیام کورت که متصدی بار هتل محل اقامت نائومی است، آشنا می‌شود. این دو در نهایت با هم دوست می‌شوند. اما درست وقتی که لیام به نائومی اعتماد می‌کند و زندگیش را شرح می‌دهد، خواهر نائومی لیام را فریب می‌دهد و با او همبستر می‌شود. لیام پس از آنکه می‌فهمد جِن او را فریب داده، از کردهٔ خود پشیمان می‌شود اما فرصتی برای توضیح نمی‌یابد. نائومی که فکر می‌کند اَنی با لیام همبستر شده، او را از مهمانیش با رفتار تحقیرآمیزی بیرون می‌کند. اَنی هم گزارش مهمانی را به پلیس می‌دهد و با یک بطری مشروب الکلی از مهمانی خارج می‌شود و در راه بازگشت با خودرو با شیئی برخورد می‌کند.
- فصل دوم:۲۰۰۹ تا ۲۰۱۰

فصل دو با اتمام ترم تابستانی آغاز می‌شود. تمامی کسانی که در میهمانی آخر سال که نائومی برگزار کرده بود و اَنی آن را لو داده بود به عنوان جریمه ترم تابستان داشتند. نائومی برای فراموش کردن لیام با مردی متأهل دوست شده‌است اما بعد از اینکه متوجه می‌شود او مجرد نیست، رابطه‌اش را با او قطع می‌کند و بدنبال پسری برای دوستی می‌گردد تا بتواند لیام را فراموش کند؛ که اتفاقی با تدی مونت گُمری آشنا می‌شود اما پس از آنکه متوجه می‌شود او دوست پسر سابق آدریانا است از دوستی با او صرف نظر می‌کند. دیکسون قصد دارد دوباره با سیلور دوست شود و این حس در سیلور نیز وجود دارد امّا دیکسون از طریق تدی متوجه می‌شود که سیلور در تمام طول تابستان با ایتان در ارتباط بوده‌است و به او پیام می‌داده است؛ این پنهان کاری سیلور باعث می‌شود که دیکسون دوباره از سیلور فاصله بگیرد. سیلور که کاملاً به دیکسون دل بسته است متوجه می‌شود که دیکسون برایش به مراتب ارزشمندتر از ایتان است.
در همین زمان آنی که به کلی روابطش را با اجتماع قطع کرده و نگران اتفاقی است که سال گذشته رخ داده از طریقی خبردار می‌شود که شب جشن سال قبل نائومی، با یک انسان تصادف کرده و او را کشته است. او که به کلی احساس گناه می‌کند با برادر زادهٔ همان شخص قرار می‌گذارد و به آرامی وارد یک دوستی با جاسپر می‌شود. جاسپر با پسرهایی که اَنی قبلاً با آن‌ها دوست بوده فرق دارد. او ساکت‌تر و پر رمز و رازتر است.
آدریانا دوباره به تدی دلبسته می‌شود و با او قرار می‌گذارد و در حالی که مشکلی با نوید ندارد، با او بهم می‌زند. پس از اینکه تدی و آدریانا با هم قرار می‌گذارند، آدریانا می‌فهمد که تدی به دنبال یک رابطهٔ جدی و پایدار با او نیست. آدریانا متوجه اشتباه خود می‌شود و از طرفی تدی که با نوید دوست است از اتفاقی که بین آن‌ها افتاده به نوید می‌گوید و اینطور نوید از دوستی دوباره با آدریانا امتناع می‌کند.
هری و دبی در روابط خود دچار مشکلاتی می‌شوند و هری مشکلات خود را با کلی (خواهر ناتنی سیلور) که مشاور مدرسه است در میان می‌گذارد. دبی به روابط هری و کلی شک می‌کند اما در نهایت با صحبت با کلی در می‌یابد که موضوع جدی نبوده‌است و همچنین کلی را دعوت می‌کند تا با او به کلاس‌های یوگا بیاید. کلی و دبی با هم به کلاس‌های یوگا می‌روند و کلی متوجه می‌شود که معلم یوگا به دبی احساس دارد و این موضوع را با او در میان می‌گذارد، دبی در ابتدا انکار می‌کند اما بعداً متوجه این علاقه می‌شود.
سیلور از طریق آدریانا باخبر می‌شود که مادرش، جکی ترک اعتیاد کرده‌است و او با خرید یک ماشین سعی دارد گذشته را جبران کند اما سیلور از مادرش می‌خواهد که از او دور بماند. سیلور بعداً متوجه می‌شود که جکی سرطان سینه دارد و همین امر باعث می‌شود که روابط این دو بار دیگر بهم نزدیک شود.
آدریانا بار دیگر به مواد مخدر روی می‌آورد و از جاسپر دارو می‌خرد و نوید متوجه این موضوع می‌شود. نوید تمام تلاشش را می‌کند تا این موضوع را به همه ثابت کند. جاسپر که از جانب نوید احساس خطر می‌کند او را از بالای پله‌های راهروی مدرسه به پایین می‌اندازد، نوید از حال می‌رود و در بیمارستان بستری می‌شود. نوید پس از مدتی به یاد می‌آورد که این جاسپر بوده که او را از پله‌ها به پایین هل داده است. نوید بعداً باز هم آدریانا را می‌بخشد و روابط آن دو دوباره از سرگرفته می‌شود. نوید بعداً از آدریانا می‌خواهد که مقامات مدرسه را از کارهای جاسپر مطلع کند اما آدریانا که نگران آینده تحصیلی خود است از این کار امتناع می‌کند.
جن همچنان به فریب کاری خود ادامه می‌دهد و لیام را نیز تحت فشار می‌گذارد. لیام که نمی‌خواهد نائومی را از خواهر خود متنفر کند از گفتن حقیقت به او امتناع می‌کند و از طرفی این کار او، اَنی را آزرده خاطر می‌کند.
جکی و تدی برای سیلور جشن تولد نیم سال می‌گیرند. جکی قصد دارد سال‌های غفلت خود از دخترش را جبران کند اما این بار به دلیل بیماریش نمی‌تواند جشن را برپا کند، سیلور جکی را به بیمارستان می‌برد و او بستری می‌شود. کلی همچنان از ملاقات مادرش امتنا می‌کند اما در نهایت او را می‌بخشد و به ملاقات او می‌رود. مدتی بعد جکی در بیمارستان فوت می‌کند. پس از اینکه سیلور متوجه می‌شود که تدی نیز مادر خود را از دست داده، به او نزدیک می‌شود.
مدتی بعد دیکسون حس می‌کند که هنوز عاشق سیلور است و او را در یک مهمانی می‌بوسد. اما روز بعد سیلور به دیکسون گوشزد می‌کند که رابطهٔ آن‌ها به پایان رسیده‌است. سیلور پس از دیدن تدی با دختری دیگر فکر می‌کند که او به روابط پایبند نیست و از او دوری می‌کند. دیکسون به‌طور اتفاقی با دختری به نام ساشا آشنا می‌شود و با او وارد یک رابطه می‌شود. اما وقتی می‌فهمد که او سن بیشتری از او دارد شروع به دروغ گفتن و پنهان کاری راجع به سن و شغل خود می‌کند. اما در نهایت ساشا از سن واقعی او آگاه می‌شود و رابطه اش را با او قطع می‌کند اما مدتی بعد می‌پذیرد که با دیکسون به‌طور پنهانی رابطه داشته باشد.
لیام پس از تمرین موج سواری با دختری به نام آیوی آشنا می‌شود. او بعداً متوجه می‌شود که ایوی نیز یک موج سوار است که از قضا به وست بورلی هیلز می‌رود و قرار است عضو تیم موج سواری مدرسه باشد. ایوی و لیام وارد یک رابطه می‌شوند اما لیام همچنان به نائومی احساس دارد.
دیکسون از رابطهٔ پنهانی اش با ساشا آزرده خاطر است و به همین دلیل رابطه اش را با او قطع می‌کند. مدتی بعد ساشا به دیکسون پیام می‌دهد که از او باردار است. دیکسون که در شرایط بدی قرار دارد، این موضوع را با خانواده اش در میان می‌گذارد. دبی در نهایت متوجه می‌شود که ساشا حامله نبوده‌است و فقط برای ادامهٔ رابطه با دیکسون این دروغ را گفته‌است. او به ساشا اخطار می‌دهد که از دیکسون دور بماند. ساشا بعداً به دیکسون پیام می‌دهد که او بچه را سقط کرده‌است. هری به دبی می‌گوید که بهتر است حقیقت را به دیکسون بگوید اما دبی پافشاری می‌کند که بهتر است دروغ ساشا را لو ندهد، اما در نهایت مجبور می‌شود که حقیقت را به دیکسون بگوید. دیکسون از پنهان کاری مادر خود ناراحت می‌شود و او را از خود دور می‌کند.
لیام از اتفاقی که بین او و جن افتاده به دوستان خود می‌گوید. آن‌ها هم قول می‌دهند که به او برای اثبات بی گناهیش به نائومی کمک کنند.
مادر واقعی دیکسون بخاطر ایمیلی که از جانب او بدستش می‌رسد به بورلی هیلز می‌آید تا پسرش را ببیند. او با اصرار دیکسون و خانوادهٔ ویلسون پیش آن‌ها می‌ماند. روابط دیکسون با مادر واقعیش رو به گرمی می‌رود. او در یک کافه به دیکسون می‌گوید که در شرط‌بندی‌ها شرکت می‌کند. دیکسون نیز وارد این شرط‌بندی‌ها می‌شود.
دبی با معلم یوگای خود قرار می‌گذارد و در حین صحبت‌های این دو، معلمش او را می‌بوسد. مادر دیکسون این صحنه را به‌طور اتفاقی می‌بیند و در منزل به دبی گوشزد می‌کند که مواظب خانوادهاش باشد.
لیام به همراه دوستانش در یک مسابقهٔ اسب دوانی با یک نقشه از پیش طراحی شده دست جن را برای نائومی رو می‌کنند. نائومی نیز در پی جبران رفتار گذشته اش با انی می‌رود. او همچنین می‌خواهد با لیام صحبت کند که به محض ورود او، ایوی لیام را می‌بوسد. اما پس از مدتی ایوی می‌فهمد که لیام همچنان به نائومی علاقه‌مند است پس رابطه‌اش را با او قطع می‌کند تا او دوباره با نائومی دوست شود.
آدریانا در شب جشن، داوطلبانه به آنی می‌گوید که جاسپر به او مواد فروخته است و حاضر است این موضوع را با مدرسه هم در میان بگذارد. آنی که از جاسپر بیزار می‌شود با او بهم می‌زند اما بعداً جاسپر مدام از او می‌خواهد که به رابطه‌اش ادامه دهد و حتی او را تهدید می‌کند که او را به پلیس لو خواهد داد با تمام فشارها آنی از ادامهٔ رابطه با جاسپر صرف نظر می‌کند، جاسپر نیز از بالای نشان هالیوود می‌پرد و اقدام به خودکشی می‌کند.
دیکسون و ایوی که هر دو تنها هستند در ابتدا وانمود می‌کنند که با هم هستند اما روابط آن‌ها به تدریج واقعی می‌شود اما درست در همین زمان دیکسون که از شرط‌بندی‌های آنلاین به سمت قماربازی رفته‌است مبلغ هنگفتی را به یکی از همکلاسی‌هایش می‌بازد و چون توان پرداخت این مبلغ را ندارد با پیشنهاد دوستش برای ورود به مدرسه به بهانهٔ تزئین کمد دوست دخترش برای تولدش موافقت می‌کند. اما در شب ورود آن‌ها به مدرسه متوجه می‌شود که آن‌ها برای دزدیدن سوالات هماهنگ پایان سال آنجا آمده‌اند؛ دیکسون به آن‌ها اطمینان می‌دهد که سوالات در مدرسه نیست. همکلاسی‌های دیکسون هم در عوض مدرسه را کثیف می‌کنند صبح روز بعد وقتی دیکسون وارد مدرسه می‌شود متوجه خرابکاری‌های همکلاسی‌هایش می‌شود. هری که فیلم ورود آن‌ها به مدرسه را دارد از دیکسون توضیح می‌خواهد و او هم ماجرا را تعریف می‌کند. هری تصمیم می‌گیرد از تمام اشتباهات دیکسون چشم بپوشد اما به او اجازه نمی‌دهد که برای تعطیلات تابستان به استرالیا برود و به او گوشزد می‌کند در این باره با کسی صحبت نکند چون می‌تواند باعث جلوگیری او از ورود به دانشگاه شود. دبی که در ابتدا با مسافرت دیکسون موافق بود و بخاطر همین موضوع با هری بحث کرده بود پس از شنیدن این ماجرا با مسافرت دیکسون مخافت کرد. دیکسون به‌طور اتفاقی این موضوع را به همکلاسی اش می‌گوید او هم از این موضوع برای اخاذی از مدیر ویلسون استفاده می‌کند. هری این موضوع را می‌فهمد و سریعاً اشتباه خود را گزارش می‌دهد و همین امر باعث اخراج او از کار می‌شود. در خانه، دبی به جای حمایت از هری او را مؤاخذه می‌کند و آن دو با هم دعوا می‌کنند. یکی از معلم‌های نائومی به نام آقای کَنُن پس از مهمانی پایان سال در مدرسه به نائومی تجاوز می‌کند اما چون در گذشته، نائومی به دروغ گفته بود آقای کَنُن به او تجاوز کرده قادر به اثبات این ادعای خود نیست گرچه رایان متیوس که پس از دیدن جن و فهمیدن اینکه جن از او باردار است مست می‌کند و در راه بازگشت به خانه آن دو را در مدرسه با هم می‌بیند.
لیام که با نائومی بهم زده است به آنی نزدیک می‌شود آن دو روی قایقی که لیام ساخته است تصمیم می‌گیرند که حقایق و اشتباهاتشان را با خانواده هایشان در میان بگذارند. لیام آنی را بغل می‌کند و جاسپر نیز تمام این صحنه‌ها را می‌بیند، سپس لیام آنی را تا خانه‌اش می‌رساند. وقتی لیام به سمت قایقش بر می‌گردد، قایقش را در آتش می‌یابد و در همان لحظه متوجه حضور جاسپر می‌شود. او به سمت جاسپر می‌رود و او را به شدت کتک می‌زند.
- فصل سوم:۲۰۱۰ تا ۲۰۱۱

فصل سوم با یک زلزله در بورلی هیلز شروع می‌شود. نائومی که از تجاوز کَنُن آسیب دیده است تمام تابستان را در حالت ایزوله و به تنهایی به سر برده تا بتواند اتفاقات گذشته را فراموش کند اما در نهایت تصمیم می‌گیرد اتفاق سال گذشته با کَنُن را به پلیس گزارش کند. او درمی یابد که اثبات حرف‌هایش با توجه به دروغی که در گذشته در این باره گفته کار ساده‌ای نیست. جن نیز بعداً توسط سیلور متوجه اتفاقات بین کَنُن و خواهرش می‌شود و به همراه رایان تصمیم می‌گیرند که وارد ماجرا شوند. جن در ادامه می‌فهمد که مادر خوبی برای ژاک نیست و رایان را با فرزندش تنها می‌گذارد. رایان نیز به عنوان شاهد به نفع نائومی شهادت می‌دهد اما به خاطر مست بودن از کارش تعلیق می‌شود، از طرف دیگر مسائل بچه داری روابط او با دبی را نزدیک می‌کند و آن‌ها شروع به قرار گذاشتن می‌کنند.
اَنی کل تابستان را بخاطر تصادف و فرار از صحنه در حبس خانگی به سر برده است و گواهینامه اش نیز تعلیق شده. اَنی و لیام که هنوز به هم علاقه‌مند هستند نهایتاً تصمیم می‌گیرند که روابط خود را به پایان ببرند در همین زمان انی با پسر دانشجویی به نام چارلی دوست می‌شود که بعداً مشخص می‌شود که برادر ناتنی لیام است. روابط چارلی و لیام بخاطر گذشتهٔ ناخوشایندشان دوستانه نیست و از طرفی چارلی وجوه مشترکی با انی دارد که این وجوه آن دو را به هم نزدیک تر می‌کند. روابط تدی و سیلور خوب پیش می‌رود اما در حین زلزله، کمدی روی پای تدی می‌افتد و او آسیب می‌بیند و علی رقم توصیه پزشک او تصمیم می‌گیرد که تنیس بازی کند، همین امر باعث می‌شود او به‌طور جدی صدمه ببیند. تدی بعد از آن متوجه می‌شود که یک همجنسگراست و در زمان مستی با پسری به نام ایان خوابیده است. پس از اینکه تدی رفتارهای ناخوشایندی از خود بروز می‌دهد، سیلور با او به هم می‌زند. تدی پس از آن سرگردان می‌شود و مدام در مستی به سر می‌برد. خاویر پس از آنکه آدریانا با او به هم زد و دوباره با نوید دوست شد، او را نبخشید و در راه بازگشت به آدریانا گوشزد کرد که دورهٔ خوانندگیش به پایان رسیده‌است و به دفترچهٔ شعرش اشاره کرد. در همین حین خودروی آن‌ها تصادف بدی می‌کند و خاویر کشته می‌شود. آدریانا دفترچه را برمی‌دارد و اشعارش را با نام خودش می‌خواند. ویکتور، مدیر برنامه و عموی خاویر از این موضوع آگاه می‌شود و خودش را به عنوان مدیر برنامه به آدریانا تحمیل می‌کند. آدریانا برای اینکه دستش رو نشود مجبور به همکاری می‌شود و هرچه ویکتور می‌گوید را انجام می‌دهد اما بعداً روابطش با ویکتور را حرفه‌ای می‌کند و مدتی بعد که تبدیل به یک ستاره می‌شود شروع به زورگویی می‌کند و رفتار خوبی نه تنها با ویکتور بلکه با دوستانش ندارد. در همین حین نوید می‌فهمد که افراد نابالغ در شرکت فیلم برداری پورن پدرش کار می‌کنند. هرقدر به سیلور نزدیک می‌شود از آدریانا فاصله می‌گیرد و آدریانا هم هیچ توجهی به نوید ندارد. در نهایت نوید روابط پنهانی با سیلور پیدا می‌کند و قول می‌دهد که با آدریانا بهم بزند.
کنُن این بار قصد دارد به سیلور نزدیک شود. نائومی در این باره به سیلور هشدار می‌دهد اما او حرف‌های نائومی را جدی نمی‌گیرد. چندی بعد سیلور متوجه رفتار عجیب کنن می‌شود و برای به دام انداختن کنن با همکاری نائومی برنامه می‌ریزد اما کنن متوجه نقشه آن‌ها می‌شود و به مدیر مدرسه اطلاع می‌دهد و سیلور را مقصر جلوه می‌دهد.
دیکسون و آیوی همچنان با هم دوست هستند اما آیوی با یکی از دوستان دوران کودکیش به نام اُسکار از استرالیا بر می‌گردد. دیکسون احساس خوبی نسبت به اسکار ندارد. اسکار با لارل، مادر آیوی روابط پنهانی دارد و ضمناً او لارل را عامل مرگ مادرش می‌داند. او با یک نقشه به آیوی نزدیک می‌شود و قصد دارد با آیوی نیز همبستر شود. پس از آنکه او موفق به این کار می‌شود و بکارت آیوی از بین می‌رود، آیوی بسیار سرخرده و همچنین دلگیر از مادرش می‌شود. دیکسون پس از شنیدن این ماجرا با آیوی بهم می‌زند. مدتی بعد آیوی حین موج سواری به صخره‌ای برخورد می‌کند و دیکسون جان او را نجات می‌دهد اما این باعث نمی‌شود که این دو به هم برگردند؛ پس از این آیوی از آب می‌ترسد و موج سواری نمی‌کند.
اسکار به‌طور اتفاقی با نائومی آشنا می‌شود و به او کمک می‌کند که مدارکی علیه کنُن پیدا کند. اسکار به نائومی پیشنهاد دوستی می‌دهد اما نائومی جواب منفی می‌دهد. در شب جشن کریسمس آدریانا، کنُن به صورت مخفیانه وارد اتاق هتل نائومی می‌شود و از او می‌خواهد که سیلور را هم به آنجا بکشاند تا از آن‌ها اعتراف بگیرد سپس او از نائومی می‌خواهد که از حسابش برای او پول برداشت کند اما چون حساب نائومی کنترل می‌شود و او مجاز به انتقال وجه بیش از پنج هزار دلار نیست، تصمیم می‌گیرند که به شعبهٔ بانک مراجعه کنند. او به بهانهٔ آرایش کردن اسپری مو خود را روی صورت کنن می‌ریزد و سیلور با یک گلدان به سر کنن می‌زند. سیلور سعی می‌کند که با پلیس تماس بگیرد اما نائومی مانع می‌شود و قصد دارد شخصاً عدالت را اجرا کند اما نهایتاً سیلور به پلیس زنگ می‌زند و کنن را دستگیر می‌شود.
لیام و چارلی با هم رو به رو می‌شوند و چارلی دربارهٔ گذشته به لیام توضیح می‌دهد. انی در همین زمان تصمیم می‌گیرد روابطش را با چارلی قطع کند تا با لیام باشد پس از آن چارلی که بخاطر انی در لس آنجلس مانده بود تصمیم می‌گیرد تا برای ادامهٔ تحصیل به فرانسه برگردد، او وقتی می‌فهمد که لیام و انی به هم علاقه دارند آن دو را با یک پیام از طرف لیام به هم می‌رساند. در همین زمان مشکلات دیگری برای انی پیش می‌آید. دخترخالهٔ او، امیلی، از کانزاس به بورلی هیلز می‌آید و آهسته آهسته شروع به گرفتن تمام چیزهای انی می‌کند. او خودش را شبیه انی می‌کند و سعی می‌کند موقعیت اجتماعی، دوستان، دورهٔ کارآموزی، نقش تئاتر و لیام را تصاحب کند. در نهایت انی و لیام راهی برای اثبات دو رویی او پیدا می‌کنند و او را از زندگی انی و بورلی هیلز خارج می‌کنند. نائومی با شخصی به نام گورو سونا آشنا می‌شود. گورو سونا به نائومی می‌گوید که او قدرت خارق‌العاده‌ای دارد و برگزیده است او سپس با پول نائومی ده هکتار زمین به ارزش دویست هزار دلار می‌خرد. نائومی بعداً متوجه می‌شود که حرف‌های گورو سونا حقیقت نداشته و او تنها می‌خواسته که از او اخاذی کند. نائومی با کمک یکی از همکلاسی‌هایش به نام مکس پول خود را پس می‌گیرد. او و مکس کم‌کم وارد یک رابطه می‌شوند.
تدی با مسائل همجنسگرایی خود مشکل دارد. او عکس‌هایی در حال بوسیدن ایان دریافت می‌کند. او بعداً می‌فهمد که عکس‌ها توسط دوست ایان برای تحت فشار گذاشتن او گرفته شده‌است. او با ایان به هم می‌زند.
آیوی برای آرام شدن ماری جوانا مصرف می‌کند و در همین حال به صورت اتفاقی با پسری به نام راج کِر در یک فروشگاه آشنا می‌شود. راج هم ماری‌جوانا مصرف می‌کند اما وقتی می‌بیند آیوی بیش از اندازه ماری‌جوانا مصرف می‌کند او را سرزنش می‌کند. آیوی به او می‌گوید که او شخص خوبی برای سرزنش نیست، چرا که خودش هم ماری‌جوانا مصرف می‌کند. راج به آیوی می‌گوید که او سرطان دارد و تنها پس از شیمی درمانی برای رهایی از درد این کار را می‌کند. دوستی این دو نزدیک می‌شود و آیوی موفق می‌شود که به کمک راج از ترس از آب رهایی پیدا کند.
روابط پنهانی نوید و سیلور ادامه دارد. نوید در نهایت احساس خود را به آدریانا می‌گوید و اعتراف می‌کند که احساسی به آدریانا ندارد و با کس دیگری است. آدریانا بعداً متوجه می‌شود کسی که به او خیانت کرده و با نوید هم آغوش شده، سیلور است. او عکس برهنه‌ای از سیلور می‌گیرد و برای تمام دانش اموزان مدرسه ارسال می‌کند. سیلور و آدریانا شروع به دعوا می‌کنند اما در نهایت آدریانا به خانه سیلور می‌آید و از او می‌خواهد که دوباره با هم دوست باشند، سیلور قبول می‌کند اما آدریانا قرص‌های درمان دوقطبی سیلور را تغییر می‌دهد که باعث می‌شود رفتار سیلور عجیب شود و او شانس قبولی در دانشگاه نیویورک را به همین دلیل از دست می‌دهد. نوید و دیکسون متوجه تغییر رفتار سیلور می‌شوند و او را به کلینیک پزشکی می‌برند. آنجا مشخص می‌شود که اثری از دارو در خون سیلور نبوده‌است. سیلور قول می‌دهد که قرص‌ها را برای دکتر بیاورد. آدریانا از این موضوع آگاه می‌شود و قرص‌ها را از خانه سیلور خارج می‌کند.
انی به عنوان دستیار شخصی ستارهٔ سابق سینما، مارلا تمپلتون مشغول به کار می‌شود. مارلا آلزایمر دارد و به همین خاطر قصد دارد که خودکشی کند. انی سعی می‌کند گذشته مارلا را برایش زنده کند و با او زمان می‌گذراند. مارلا از انی خوشش می‌آید و از زحمات او با اهدای گردن بندش قدردانی می‌کند. صبح روز بعد انی جسد مارلا را در اتاق خوابش پیدا می‌کند.
تدی با پسری به نام مارکو آشنا می‌شود. او با مارکو قرار می‌گذارد. در همین حال جن به کالیفرنیا برمی گردد و از رایان فرصتی دوباره می‌خواهد. رایان پس از مشورت با دبی قبول می‌کند که شانسی دوباره به جن بدهد.
آدریانا همواره سعی می‌کند که به نوید نزدیک شود، او به نوید می‌گوید که شبی که سیلور در کلینیک بستری بود او مست کرده و آدریانا را بوسیده و گفته که هنوز به او علاقه‌مند است. پس از آنکه نوید تأکید کرد که سیلور را دوست دارد، آدریانا موضوع را با سیلور در میان گذاشت. سیلور در جشن پایان سال با نوید بهم زد.
آیوی و راج تصمیم می‌گیرند که با یکدیگر ازدواج کنند. در حین جشن مجردی. قرص‌های سیلور از کیف آدریانا بیرون می‌ریزد و حقیقت برملا می‌شود. آدریانا پس از آن تلاش می‌کند که انسان خوب و مثبتی شود. مکس در برگه‌های تحقیق نائومی دست می‌برد تا او نمرهٔ بهتری بگیرد اما وقتی دستشان رو می‌شود، نائومی تقصیر را به گردن می‌گیرد اما در جریان فارغ‌التحصیلی مکس به اشتباه خود اعتراف می‌کند که باعث می‌شود او نتواند به دانشگاه برود. پس از مرگ مارلا، انی خبردار می‌شود که مارلا تمام اموال خود را به او بخشیده است. لیام تصمیم می‌گیرد که به کالج نرود و در عوض به ماهیگیری روی قایق در طول تابستان بپردازد. انی از این بابت ناراحت است اما در نهایت از تصمیم لیام حمایت می‌کند. در جریان جشن ازدواج آیوی، نائومی متوجه می‌شود که از مکس باردار است.
- فصل چهارم:۲۰۱۱ تا ۲۰۱۲

در آغاز فصل چهارم نائومی و مکس متوجه می‌شوند که نائومی باردار نیست. مکس از این بابت بی‌نهایت خوشحال می‌شود به همین علت نائومی که احساس می‌کند از جانب مکس حمایت نمی‌شده‌است، با مکس بهم می‌زند.
در انتهای تایستان همگی سعی دارند که زندگی خود را روی یک روال مشخص بیندازند. لیام از کار روی کشتی بر می‌گردد و دو بار از اَنی خواستگاری می‌کند که اَنی جواب منفی می‌دهد. لیام مست می‌کند و در مستی یک بار را می‌خرد و با بیوه‌ای که در سفرش با او همراه بود دوست می‌شود. سیلور و نوید با هم زندگی می‌کنند و نوید مشغول کار در استودیوی شیرازی است و مجبور می‌شود که مسئولیت خواهر کوچکترش، لیلا (سامر بیشیل) را نیز بر عهده بگیرد. زندگی نوید بخاطر سرکش بودن خواهرش پیچیده می‌شود، این پیچیدگی زمانی که او می‌فهمد که عمویش در یکی از استودیوها، خودروهای دزدی نگه می‌دارد بیشتر می‌شود. آیوی بخاطر وضعیت بیماری راج بسیار غمگین است. نائومی برای تحت تأثیر گذاشتن دانشگاه کالیفرنیا یک خانهٔ بزرگ می‌خرد که در همین حین با پسر صاحب خانه، آستین (جاستین دیلی) که در حیاط همان خانه ماری‌جوانا کاشته و از یک خوک نگهداری می‌کند، مشاجره می‌کند. آستین پسر پولدار و اهل روستاست. او به کلی متفاوت از دوست پسر سابق نائومی است. نائومی برای دانشجویان دانشگاه کالیفرنیا یک میهمانی در خانهٔ جدیدش برگزار می‌کند که با دخالت پلیس همراه می‌شود. نائومی گل‌های ماری‌جوانا را به آتش می‌اندازد که بعداً باعث می‌شود تست داروی کاپیتان تیم فوتبال دانشگاه مثبت اعلام شود. تمام این اتفاقات از نائومی چهره‌ای نامحبوب می‌سازد. او بعداً تلاش می‌کند که عضو یک انجمن خواهری در دانشگاه شود که ریاستش بر عهدهٔ دختری به نام هالی (مگالین اچیکاوکی) است. او بعداً متوجه می‌شود که هالی مهمانی او را به پلیس گزارش داده است و بخاطر خرید خانه‌ای که مدنظر او بوده با او لج کرده‌است. پس از آنکه او نائومی را در انجمن راه نمی‌دهد، نائومی انجمن خود را پایه‌گذاری می‌کند. این دو در ادامه در هر زمینه‌ای با هم به صورت ناجوانمردانه رقابت می‌کنند. نائومی از کمک آستین برای شکست دادن هالی بهره می‌گیرد، گرچه او در ابتدا نسبت به آستین بی میل است اما در ادامه به او احساساتی پیدا می‌کند و یکبار هم با او می‌خوابد. هالی مکس را برای مشاهدهٔ یک مسابقه که نائومی در آن شرکت دارد دعوت می‌کند تا به نائومی ضربه بزند. مکس برای دانشگاه کالیفرنیا انتقالی می‌گیرد و پیش نائومی بر می‌گردد. نائومی یک پیشنهاد کارآموزی از جانب مادر هالی دریافت می‌کند که تنش‌های خانوادگی میان هالی و مادرش را افزایش می‌دهد و هالی برای انتقام گرفتن از نائومی با آستین می‌خوابد. نائومی با آستین بهم می‌زند. آنی با ضبط صدای جرمی که مارلا را یک هرزه معرفی می‌کند، موفق می‌شود که ارث مارلا را دوباره به خود برگرداند. نائومی با آستین بهم زده اما هنوز نسبت به او بی میل نیست. مکس این موضوع را می‌فهمد و با نائومی بهم می‌زند.
لیام پس از فهمیدن اینکه اَنی چطور پول درمی‌آورده، یک شب با نگرانی با موتور دنبال او می‌گردد که با خودرویی تصادف می‌کند. صاحب خودرو که وِنِسا نام دارد عاشق لیام می‌شود و این دو با هم قرار می‌گذارند. ونسا سعی دارد که لیام را به یک ستارهٔ سینما تبدیل کند و مدیریت کارهای او را بر عهده می‌گیرد. سیلور متوجه می‌شود که دوست پسر جدیدش همان پدرخواندهٔ دختر آدریانا است و به همین خاطر رابطه این دو تمام می‌شود.
قفسهٔ سینهٔ دیکسون در حین کار در استودیو درد می‌گیرد. در بیمارستان دکتر به او گوشزد می‌کند که به دلیل یک بیماری مادرزاد قلبی باید از استرس دوری کند. در همان لحظه دیکسون لیام را که برای همراهی سیلور جهت انجام تست‌های سرطان سینه آمده بود، می‌بیند. در هنگام خروج دیکسون راج را که در حال مرگ است، ملاقات می‌کند. راج از دیکسون می‌خواهد که به آیوی چیزی نگوید اما دیکسون این خبر را به همه می‌دهد. آیوی به همراه دوستانش به ملاقات راج می‌رود. وقتی آیوی که برای آوردن آب از اتاق راج بیرون رفته بود، بر می‌گردد با جسد راج مواجه می‌شود.
جن به‌طور غیرمنتظره‌ای برای ملاقات خواهرش به بورلی هیلز می‌آید. بار دیگر تنش‌های میان این دو آغاز می‌شود. این بار هر دو عاشق مردی متمول به نام پریستون پی جی هیلینزبروک می‌شوند. این بار جن از خود گذشتگی می‌کند و بورلی هیلز را به مقصد پاریس ترک می‌کند. پریستون به نائومی می‌گوید که تا دو هفتهٔ دیگر که بیست و هشت ساله می‌شود، باید ازدواج کند، در غیر اینصورت ثروتش را از دست می‌دهد.
ریاکاری و دو رویی ونسا برای لیام آشکار می‌شود و او با ونسا بهم می‌زند و او را از بار بیرون می‌کند ونسا نیز تمام پول لیام را برمی‌دارد و می‌رود. جواب آزمایش تست ژن سرطان سیلور مثبت می‌شود و او پریشان حال پیش لیام می‌آید که او را آشفته و مست می‌بیند. این دو با هم سکس می‌کنند.
مشکلات بین آدریانا و دیکسون زمانی آغاز می‌شود که یک شرکت ضبط خواستار انعقاد قرارداد تنها با دیکسون است. نوید برای مراسم دفن راج به بورلی هیلز بر می‌گردد. نوید همچنان دلباختهٔ سیلور است و این موضوع را با لیام مطرح می‌کند. لیام به او توصیه می‌کند که به پرینستون برگردد و آینده‌اش را بخاطر یک دختر به خطر نیندازد.
نائومی احساس می‌کند که پی جی واقعاً عاشقش نیست و همهٔ کارهایی که می‌کند برای پول است پس قرار ازدواجش را با او بهم می‌زند. آستین به آدریانا پیشنهاد می‌کند که برای خود به عنوان یک ستارهٔ موسیقی روستایی کار کند و آستین هم مدیر برنامه‌هایش شود. آدریانا می‌پذیرد. آستین همچنین تلاش می‌کند که آدریانا را از دیکسون دور نگه دارد تا این دو دوباره با هم کار نکنند.
نوید که از موضوع ژن سرطان سیلور آگاه شده تصمیم می‌گیرد که با سیلور بماند و به او می‌گوید که هنوز به او علاقه‌مند است. این برگشت دراماتیک اوضاع روابط میان سیلور، نوید و لیام را پیچیده می‌کند. نوید متوجه همبستری لیام و سیلور می‌شود اما پس از گذشت چند روز سیلور را می‌بخشد. سیلور نیز نوید را انتخاب می‌کند اما همچنان لیام را هم دوست دارد. نائومی جشن عروسی دختری به نام مدیسون را برنامه‌ریزی می‌کند که در این حین متوجه می‌شود که داماد، مکس است. او جشن عروسی مکس را بهم می‌زند، مکس هم به او می‌گوید که او را دوست دارد و این دو با هم ازدواج می‌کنند.
آیوی یک بلیط مکزیک برای بودن با دیگو می‌گیرد. دیگو پسری بود که پس از راج به او کمک کرد تا خودش را پیدا کند و به او نقاشی خیابانی یاد داد و این دو با هم دوست شده بودند. آنی و کلب به خاطر اینکه کلب قادر نیست پیمان کشیش بودنش را زیر پا بگذارد بهم می‌زنند گرچه انی معتقد است که او نباید این کار را بکند و صلاح کار در این است.
نوید به سیلور می‌گوید که آمادگی پدر شدن را ندارد و همین موضوع باعث می‌شود که سیلور او را رها کند. سیلور از تدی می‌خواهد که با او بچه دار شود.
در پایان این فصل آدریانا که خیال می‌کند دیکسون به او اهمیت نمی‌دهد، با آستین سوار هواپیما می‌شود تا به لاس وگاس برود. دیکسون در حالی که با نوید در مورد علت تاخیرش صحبت می‌کند و از او می‌خواهد که آدریانا را نگه دارد، با یک کامیون تصادف شدیدی می‌کند.
- فصل پنجم ۲۰۱۲ تا ۲۰۱۳

در ابتدای فصل پنجم مشخص می‌شود که دیکسون از تصادف جان سالم بدر برده است اما دوستانش در این تصادف کشته شده‌اند. لیام و نوید پس از اینکه از درخواست سیلور برای اهدای اسپرم تدی خبردار می‌شوند با ناراحتی کنار ساحل مست می‌کنند سپس لیام به‌طور اتفاقی بار خود را آتش می‌زند اما تلاشی برای خاموش کردن آتش نمی‌کند. ونسا دوباره پیش لیام بازمی‌گردد و از او فرصتی دوباره می‌خواهد اما لیام درخواست او را نمی‌پذیرد. نوید به لیام پیشنهاد می‌کند که در بار با او شریک شود. لیام می‌پذیرد و مبلغی هم از بیمه دریافت می‌کند. ونسا با فیلمی که نشان می‌دهد آتش‌سوزی بار عمدی بوده و توسط لیام شکل گرفته‌است او را تهدید به لو دادن می‌کند. لیام می‌پذیرد که به ونسا فرصتی دوباره بدهد.
نائومی و مکس جشنی به مناسبت ازدواجشان می‌گیرند که آلک، شریک کاری مکس، از مهمانان ویژه‌ای برای جذب سرمایه دعوت می‌کند. لیام به همراه ونسا در جشن حضور می‌یابند و ونسا به همه می‌گوید که او و لیام نامزد کرده‌اند. این خبر همه را شکه می‌کند بخصوص سیلور که ناگهان ناپدید می‌شود که مست کند. در حالی که دیکسون به انگیزهٔ رقص با آدریانا سعی دارد که از روی ویلچر برخیزد، آدریانا از شخصی بوسه‌ای دریافت می‌کند. بعد از مهمانی لیام و ونسا با هم دعوا می‌گیرند که باعث می‌شود ونسا از بالکن خانه به پایین سقوط کند. لیام بهت زده و ترسان به اورژانس تلفن می‌کند اما وقتی بازمی‌گردد ونسا را پیدا نمی‌کند به همین خاطر سقوط ونسا را گزارش نمی‌دهد.
نائومی سعی می‌کند که با آلک خوش رفتار باشد تا مشکلاتشان حل شود. آن دو بیرون می‌روند و روز خوش و شادی را سپری می‌کنند. در پایان این روز آلک نائومی را می‌بوسد. نائومی بهت زده او را ترک می‌کند. انی، دیکسون را مجبور می‌کند که در یک گروه تراپی عضو شود. دیکسون در آنجا با دختری به نام مگان آشنا می‌شود که بعداً در می‌یابد که دختر همان رانندهٔ کامیونی است که با آن‌ها تصادف کرده. سیلور از اینکه می‌خواهد حامله شود به آدریانا می‌گوید. لیام به پاسگاه پلیس می‌رود تا اعتراف کند اما متوجه می‌شود که ونسا یک دزد بوده که شخصیت‌های متعددی داشته و پلیس پرونده را مختومه می‌کند. مگان و دیکسون به تدریج وارد یک رابطه می‌شوند و دیکسون در نهایت دلیل آسیب جسمانیش را برای مگان توضیح می‌دهد اما این موضوع روی روابطشان تأثیری نمی‌گذارد. سیلور که قصد عمل جراحی برای برداشت سینه‌ها و تخمدان‌هایش را دارد تصمیم می‌گیرد که قبل از اینکه تحت عمل جراحی قرار گیرد و شکل بدنش عوض شود، تعدادی عکس برهنه از خود در یک گالری بگیرد تا در آینده یادش بماند که چه شکلی بوده‌است. آلک و نائومی در مورد آن بوسه صحبت می‌کنند و تصمیم می‌گیرند که دوست باقی بمانند و آنچه که گذشته را فراموش کنند، اما آلک تعدادی عکس از آن روز و از جمله آن بوسه گرفته‌است تا بعداً از آن‌ها علیه نائومی استفاده کند و روابط نائومی و مکس را برای همیشه از بین ببرد. لیام در یک کلاس آموزش کسب و کار شرکت می‌کند اما استادش با او بسیار بد رفتار است اما پس از مدتی عاشق لیام می‌شود، رابطهٔ آن‌ها پس از اینکه نوید فیلمی از معاشقه‌شان را برای عموم به نمایش درمی‌آورد پایان می‌یابد. در همین حین نائومی مصمم می‌شود که حقیقت را به مکس بگوید. سیلور عکس‌های لخت خود را روی اینترنت مشاهده می‌کند و با کمک کولین، دوست جدید آنی که یک مهندس کامپیوتر است، آن عکس‌ها را از روی اینترنت پاک می‌کند. بعداً مشخص می‌شود که کولین با یک برنامه به آنی نزدیک شده تا بتواند به شرکت مکس نفوذ کند تا اطلاعات شرکت آن‌ها در مورد یک بازی کامپیوتری را سرقت کند. او نهایتاً موفق به این کار می‌شود. آنی خاطراتش را به صورت آنلاین نشر می‌دهد که مورد توجه یک ناشر معتبر قرار می‌گیرد. نائومی و مکس تصمیم می‌گیرند که از هم جدا شوند تا هر کدام راه خودشان را بروند. نائومی با استخدام یک کارآگاه خصوصی موفق به یافتن برادر ناتنیش می‌شود و او را به لس آنجلس می‌کشاند. او و سیلور با هم دوست می‌شوند و وارد یک رابطهٔ جدید می‌شوند.
پس از جدایی نائومی از مکس، نائومی دوباره به شغل گذشته اش روی می‌آورد. آنی تصمیم می‌گیرد که خاطراتش را تحت عنوان یک رمان چاپ کند به شرط آنکه نام نویسنده فاش نشود. در مراسم جشن تجلیل از کتاب که از قضا نائومی وظیفهٔ تدارک آن را بر عهده داشت، آنی راز خود را برای نائومی فاش کرد. پس از اینکه برای همه آشکار شد که این کتاب نوشتهٔ آنی است، روابط او با دوستانش دست‌خوش تغییراتی شد. لیام از او فاصله گرفت و با یک زن شوهردار وارد یک رابطه شد. سیلور با خبر می‌شود که سرطان دارد و تصمیم به خودکشی می‌گیرد.
در پایان این فصل آدریانا زیر آواری که از انفجار استیج بر سرش فرو ریخته گیر کرده‌است و نوید برای نجات او زیر آوار می‌رود. این دو همان‌جا متوجه علاقهٔ همیشگی خود به یکدیگر می‌شوند و قول می‌دهند که آینده را با هم بسازند. نائومی تصمیم می‌گیرد که برای اصلاح روابطش با جردن راهی واشینگتن شود. آنی هم تصمیم می‌گیرد با آن‌ها برود تا از واشینگتن راهی پاریس شود تا از کتابش در آنجا رو نمایی کند و شاید برای همیشه آنجا بماند تا زندگی جدیدی را شروع کند. دیکسون به آنی خاطر نشان می‌کند که هر تصمیمی که بگیرد از او حمایت می‌کند. دیکسون با سیلور صحبت می‌کند و از اینکه دوستان مثل خانواده‌اند و اعضای خانواده از هم حمایت می‌کنند حرف می‌زند که باعث می‌شود سیلور از خودکشی صرف نظر کند و تصمیم به شیمی درمانی بگیرد. لیام پس از خواندن کامل رمان آنی تصمیم می‌گیرد دوباره به او برگردد و در لحظهٔ پرواز او، با موتور وارد باند فرودگاه می‌شود. به محض توقف هواپیما و خروج آنی، لیام روی زانو می‌نشیند و با یک حلقهٔ ازدواج از او خواستگاری می‌کند. انی این بار خواستگاریش را می‌پذیرد و تصمیم میگرند که ازدواج کنند. پس از قبول واقع شدن خواستگاریش خبر ازدواج این دو به سرعت بین دوستانشان منتشر می‌شود و همه از این خبر خوشحال و هیجان زده می‌شوند. این قسمت با نشان دادن انی و لیام در آغوش یکدیگر پایان می‌یابد.